# Parafia św. Tomasza Apostoła w Ełku
Parafia Świętego Tomasza Apostoła w Ełku – rzymskokatolicka parafia należąca do dekanatu Ełk – Świętej Rodziny diecezji ełckiej. Została utworzona w 1991 roku. Kościół parafialny to tymczasowa kaplica wybudowana w 1992 roku, do której w latach 1995–1996 dobudowano dom parafialny. Parafię prowadzą księża diecezjalni.
Funkcję proboszcza pełni od 1991 roku ks. Jarosław Dąbrowski.